# I liga polska w piłce nożnej plażowej (2022)
I liga piłki nożnej plażowej 2022 – 10. edycja rozgrywek drugiego poziomu ligowego piłki nożnej plażowej mężczyzn w Polsce, po raz piąty przeprowadzona bez podziału na grupy północną oraz południową. W rozgrywkach udział wzięło 6 drużyn, grając systemem kołowym.

## Gospodarz boiska
| Miasto          | Zdjęcie |
| --------------- | ------- |
| Gmina Michałowo |         |

## Drużyny
| Uczestnicy poprzedniej edycji I ligi 2021 | Uczestnicy poprzedniej edycji I ligi 2021 | Uczestnicy poprzedniej edycji I ligi 2021 |
| ----------------------------------------- | ----------------------------------------- | ----------------------------------------- |
| HEI                                       | Heiro Rzeszów                             | 4                                         |
| SOŚ                                       | Sośnica Gliwice                           | 6                                         |
| Nowe drużyny                              |                                           |                                           |
| KTS                                       | KTS Frombork                              |                                           |
| MIC                                       | MOSiR Michałowo                           |                                           |
| PŁO                                       | Płomień Myślino                           |                                           |
| WŁÓ                                       | Włókniarz Pabianice                       |                                           |

## Rozgrywki
W sezonie 2021 drużyny rozegrają 5 kolejek ligowych po 3 mecze (razem 15 spotkań) na jednym turnieju. Dwa czołowe miejsca w końcowej tabeli premiowane są awansem do Ekstraklasy.

### Terminarz
| 1. | Sośnica Gliwice | 3:5Raport | Włókniarz Pabianice | Gmina Michałowo |
|    |                 |           |                     |                 |

| 2. | MOSiR Michałowo | 12:2Raport | KTS Frombork | Gmina Michałowo |
|    |                 |            |              |                 |

| 3. | Heiro Rzeszów | 5:5, rz.k. 3:4Raport | Sośnica Gliwice | Gmina Michałowo |
|    |               |                      |                 |                 |

| 4. | Włókniarz Pabianice | 2:9Raport | MOSiR Michałowo | Gmina Michałowo |
|    |                     |           |                 |                 |

| 5. | Płomień Myślino | 9:2Raport | KTS Frombork | Gmina Michałowo |
|    |                 |           |              |                 |

| 6. | Sośnica Gliwice | 5:9Raport | Płomień Myślino | Gmina Michałowo |
|    |                 |           |                 |                 |

| 7. | MOSiR Michałowo | 15:6Raport | Heiro Rzeszów | Gmina Michałowo |
|    |                 |            |               |                 |

| 8. | KTS Frombork | 1:16Raport | Włókniarz Pabianice | Gmina Michałowo |
|    |              |            |                     |                 |

| 9. | Heiro Rzeszów | 8:5Raport | Płomień Myślino | Gmina Michałowo |
|    |               |           |                 |                 |

| 10. | MOSiR Michałowo | 7:1Raport | Sośnica Gliwice | Gmina Michałowo |
|     |                 |           |                 |                 |

| 11. | Płomień Myślino | 3:8Raport | Włókniarz Pabianice | Gmina Michałowo |
|     |                 |           |                     |                 |

| 13. | Heiro Rzeszów | 10:4Raport | Heiro Rzeszów | Gmina Michałowo |
|     |               |            |               |                 |

| 14. | KTS Frombork | 3:14Raport | Sośnica Gliwice | Gmina Michałowo |
|     |              |            |                 |                 |

| 15. | MOSiR Michałowo | 10:0Raport | Płomień Myślino | Gmina Michałowo |
|     |                 |            |                 |                 |

| 16. | Włókniarz Pabianice | 5:1Raport | Heiro Rzeszów | Gmina Michałowo |
|     |                     |           |               |                 |

### Tabela
| Miejsce | Drużyna             | Mecze | Punkty | Zwyc. | Zw.pd. | Zw. pk. | Por. | Bramki | +/- |
| ------- | ------------------- | ----- | ------ | ----- | ------ | ------- | ---- | ------ | --- |
| 1.      | MOSiR Michałowo     | 5     | 15     | 5     | 0      | 0       | 0    | 53-11  | +42 |
| 2.      | Włókniarz Pabianice | 5     | 12     | 4     | 0      | 0       | 1    | 36-17  | +19 |
| 3.      | Heiro Rzeszów       | 5     | 6      | 2     | 0      | 0       | 3    | 30-34  | -4  |
| 4.      | Płomień Myślino     | 5     | 6      | 2     | 0      | 0       | 3    | 26-33  | -7  |
| 5.      | Sośnica Gliwice     | 5     | 4      | 1     | 1      | 0       | 3    | 28-29  | -1  |
| 6.      | KTS Frombork        | 5     | 0      | 0     | 0      | 0       | 5    | 12-61  | -49 |

Legenda do tabeli:
- Zwyc. – zwycięstwa
- Zw. pd. – zwycięstwa po dogrywce (za dwa punkty)
- Zw. pk. – zwycięstwa po rzutach karnych (za jeden punkt)
- Por. – porażki
- +/− – różnica bramek